# Merucola granulata
Genre
Espèce
Merucola granulata, unique représentant du genre Merucola, est une espèce d'opilions laniatores de la famille des Assamiidae.

## Distribution
Cette espèce est endémique de la région d'Arusha en Tanzanie. Elle se rencontre sur le mont Méru.

## Description
Le mâle holotype mesure 5 mm.

## Publication originale
- Roewer, 1935 : « Alte und neue Assamiidae. Weitere Weberknechte VIII (8. Ergänzung der "Weberknechte der Erde" 1923). » Veröffentlichungen aus dem Deutschen Kolonial- und Übersee-Museum in Bremen, vol. 1, no 3, p. 1–168.